# San Francesco a Ripa
Die Kirche San Francesco a Ripa, eigentlich San Francesco d’Assisi a Ripa Grande (lateinisch Sancti Francisci Assisiensis ad Ripam Maiorem), liegt im römischen Stadtteil Trastevere, unweit der Aurelianischen Mauer und nur rund 200 m westlich des Tiber.

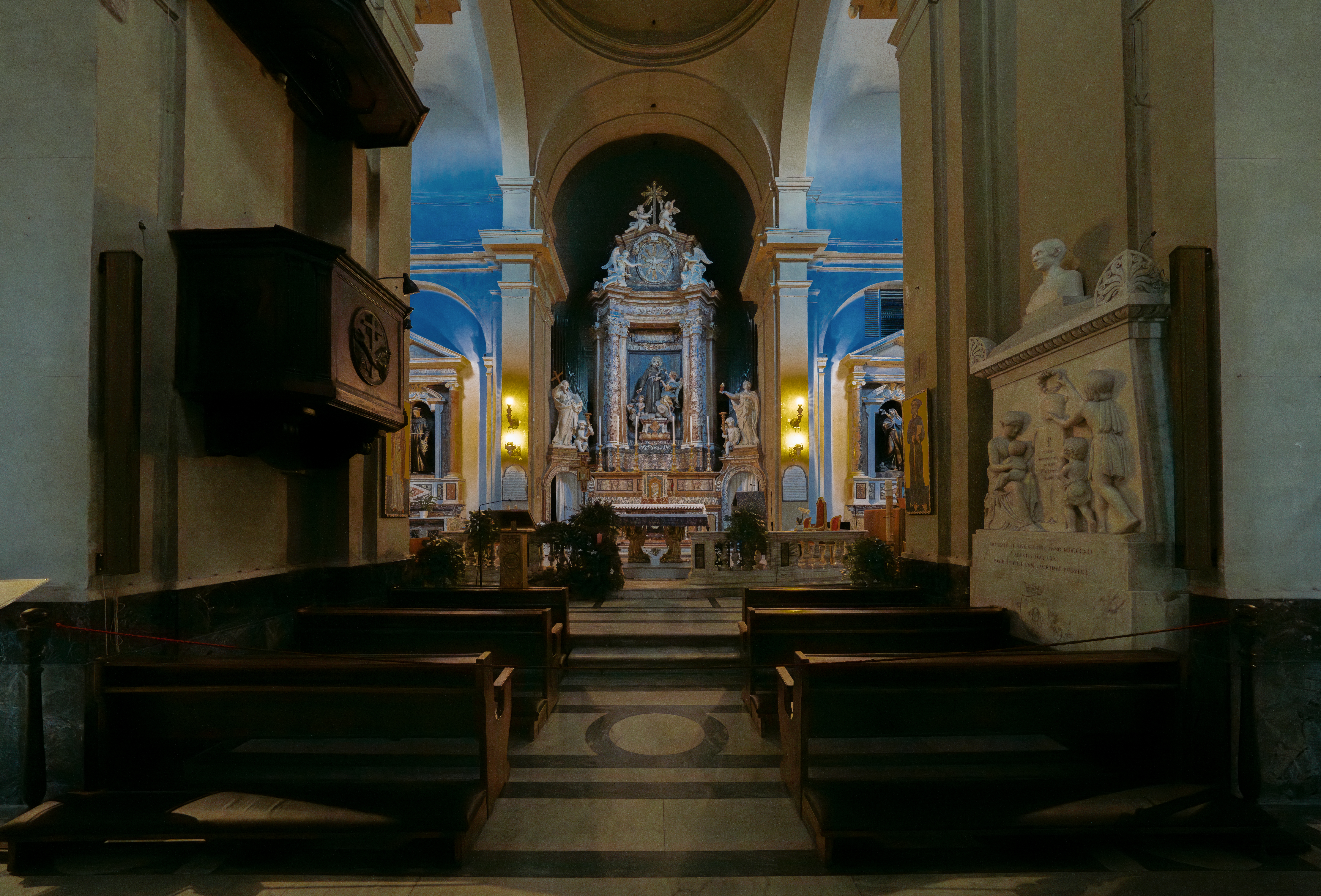
Innenraum von San Francesco a Ripa

Bei seinem Rombesuch 1219 wohnte der heilige Franziskus von Assisi hier in einem Hospiz. Der Stein, den der Heilige als Kopfkissen benutzte, und sein Kruzifix sollen in der Zelle zurückgeblieben sein. Sein Nachfolger im Vorstand des Franziskanerordens, Rodolfo Anguillara, den sein Grabmal im Habit des Ordens zeigt, erteilte den Auftrag zum Neubau der Kirche im Jahr 1231. Ihre Fresken schuf Pietro Cavallini.
Um 1680 ersetzte Kardinal Opizio Pallavicini die Basilika durch das heutige Bauwerk, das sich vor allem durch seinen reichen Skulpturenschmuck auszeichnet. Besonders sehenswert sind die Denkmäler für die Kardinäle Rospigliosi und Pallavicini in der Querhaus-Kapelle und die Paluzzi-Albertoni-Kapelle auf der linken Seite des Langhauses mit der Skulptur „Verzückung der seligen Lodovica Albertoni“ von Bernini. In der linken Seitenkapelle steht das Grabdenkmal für Laura Frangipani von Andrea Bolgi.
Am 12. März 1960 wurde sie zur Titelkirche für einen Kardinalpriester.